# Parafia św. Katarzyny w Brodnicy (archidiecezja poznańska)
Parafia św. Katarzyny w Brodnicy – rzymskokatolicka parafia w Brodnicy, dekanatu śremskiego archidiecezji poznańskiej.
Została utworzona w XII wieku. 
Od 1 września 2023 r. proboszczem parafii jest ks. Bartłomiej Cylka. 